# Harpalus huachua
Harpalus huachua är en skalbaggsart som beskrevs av Ball. Harpalus huachua ingår i släktet Harpalus och familjen jordlöpare. Inga underarter finns listade i Catalogue of Life.